# FAMAE SAF/Taurus MT-9 & MT-40
 (novembre 2021).

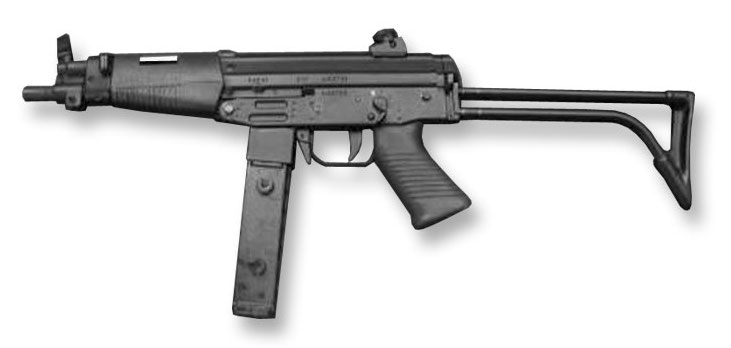
Le FAMAE SAF d'origine

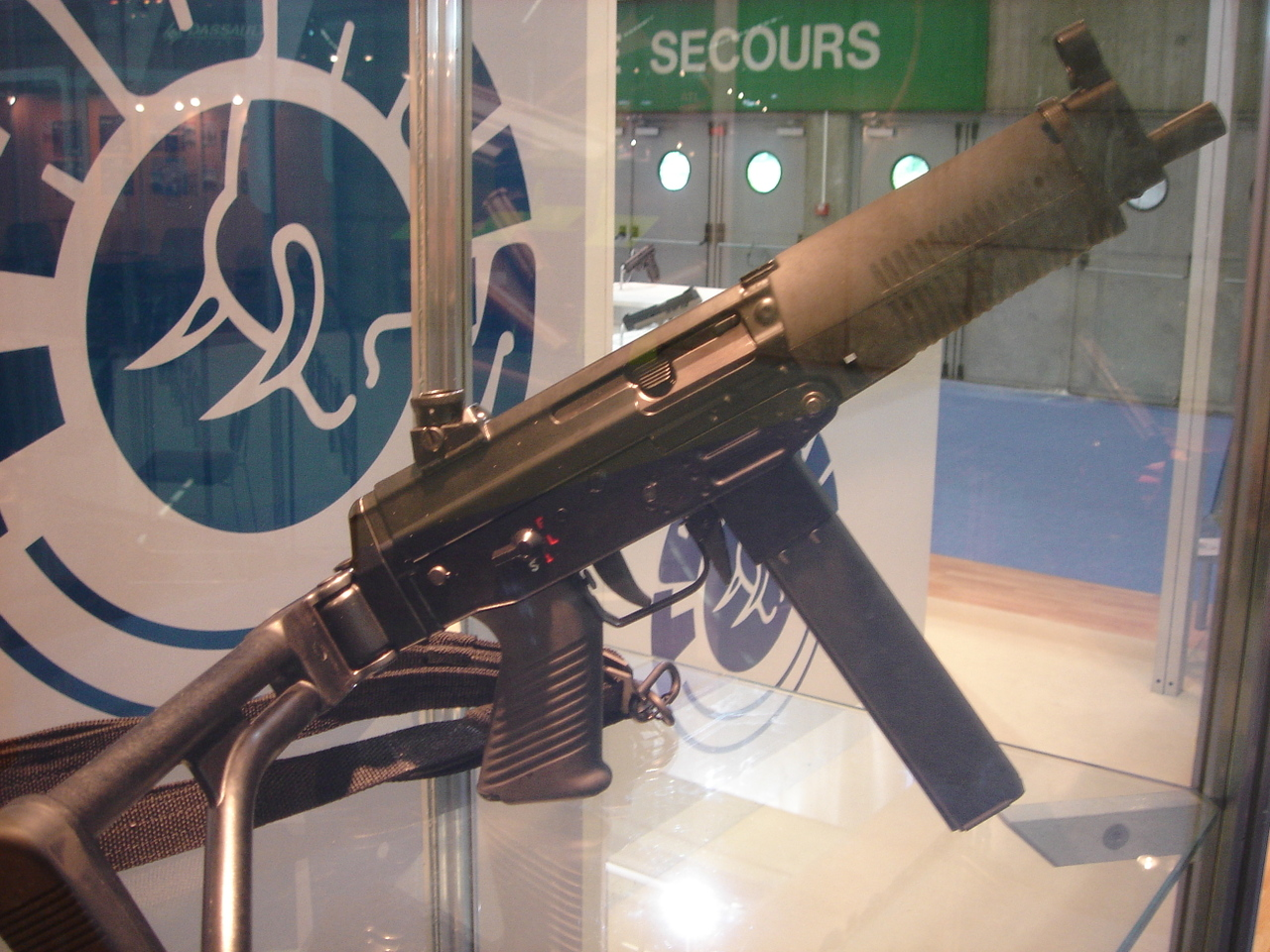
et sa variante brésilienne : le Taurus MT-9/MT-40

Depuis 1993, les pistolets-mitrailleurs SAF et Mini –SAF sont produits par l’entreprise publique chilienne FAMAE. En 2011, le fabricant d'armes chilien a sorti une variante modernisée : le FAMAE SAF-200.

## Conception
À la demande des Forces armées chiliennes, les FAMAE mirent au point un PM dérivé du fusil d'assaut SG-540 qu'elle produisent sous licence. Seuls l'encombrement et la munition diffèrent. Il en  existe des versions à crosse fixe, à crosse rabattable, à silencieux et compacte.

## Variantes brésiliennes
Cherchant à remplacer son Modèle MT-12, La société brésilienne Taurus, en ayant obtenu la licence de fabrication, en a dérivé les MT-9 et MT-40. 
Ces nouveaux modèle reçoivent un garde-main modifié et la crosse du fusil d'assaut IMBEL M/969A1.L'industriel brésilien l'a ensuite remplacé par le Taurus SMT.
Le fabricant d'armes de Porto Alegre a produit une carabine de police en supprimant le sélecteur de tir du MT-40 sous la forme de la Taurus CT-40.

## Caractéristiques techniques communes
- Mécanisme : Culasse non calée semi-automatique, tir automatique (900 à 1200 coups par minute)
- Dispositif de pointage : mire métallique
- Hausse : rotative de 50 à 150 mètres
- Garnitures : polymère

| Modèle               | Munition        | Emploi                                       | Longueur mini/maxi              | Masse à vide | Chargeur            |
| -------------------- | --------------- | -------------------------------------------- | ------------------------------- | ------------ | ------------------- |
| FAMAE SAF            | 9 mm Parabellum | PM à crosse fixe ou repliable                | 410/640mm                       | 2,7 kg       | 20 ou 30 cartouches |
| FAMAE SAF Silenciada | 9 mm Parabellum | P-M avec silencieux intégré                  | 525/760 mm                      | 3,8 kg       | 20 ou 30 cartouches |
| FAMAE Mini-SAF       | 9 mm Parabellum | P-M sub-compact (crosse repliable adaptable) | 325 mm (525 avec crosse montée) | 2,3 kg       | 20 ou 30 cartouches |
| Taurus MT-9          | 9 mm Parabellum | PM à crosse repliable                        | 421/677 mm                      | 2,9 kg       | 30 cartouches       |
| Taurus MT-40         | .40 S&W         | PM à crosse repliable                        | 421/677 mm                      | 2,9 kg       | 30 cartouches       |

## Apparition dans la culture populaire
Le FAMAE SAF est utilisable dans les jeux vidéo Hitman: Blood Money, Combat Arms et Just Cause 2 (version sans crosse). Pour sa part, le Mini-SAF devient le Raptor SMG dans Soldier of Fortune.
Moins diffusé que le SAF, le MT .40 est pourtant connu des joueurs de Grand Theft Auto IV et de Max Payne 3.

## Sources
Cette notice est issue de la lecture des revues spécialisées de langue française suivantes[source insuffisante] :
- Cibles (Fr)
- Action Guns  (Fr)
- Raids (Fr)
- Assaut (Fr)